# Gastroclonium
Gastroclonium, nom. cons., rod crvenih algi u porodici Champiaceae,dio reda Rhodymeniales. Postoji 11 priznatih vrsta.
Tipična Gastroclonium ovale Kützing, sinonim je za  G. ovatum (Hudson) Papenfuss

## Vrste
1. Gastroclonium clavatum (Roth) Ardissone
2. Gastroclonium compressum (Hollenberg) C.F.Chang & B.M.Xia
3. Gastroclonium cylindricum Santelices, I.A.Abbott & Ramírez
4. Gastroclonium iyengarii K.Srinivasan
5. Gastroclonium ovatum (Hudson) Papenfuss
6. Gastroclonium pacificum (E.Y.Dawson) C.F.Chang & B.M.Xia
7. Gastroclonium parvum (Hollenberg) C.F.Chang & B.M.Xia
8. Gastroclonium pygmaeum Funk
9. Gastroclonium reflexum (Chauvin) Kützing
10. Gastroclonium trichodes (C.Pujals) B.Santelices, I.A.Abbott & M.E.Ramírez
11. Gastroclonium xishaense C.F.Chang & B.M.Xia

## Vanjske poveznice
|  | Zajednički poslužitelj ima još gradiva o temi Gastroclonium |
|  | Wikivrste imaju podatke o taksonu Gastroclonium             |